# NGC 7241
NGC 7241 је спирална галаксија у сазвежђу Пегаз која се налази на NGC листи објеката дубоког неба.
Деклинација објекта је + 19° 13' 53" а ректасцензија 22h 15m 49,7s. Привидна величина (магнитуда) објекта NGC 7241 износи 12,7 а фотографска магнитуда 13,5. NGC 7241 је још познат и под ознакама UGC 11968, MCG 3-56-20, CGCG 451-24, 2ZW 174, PGC 68442.